# Armeau
Armeau ist eine französische Gemeinde mit 759 Einwohnern (Stand: 1. Januar 2022) im Département Yonne in der Region Bourgogne-Franche-Comté (vor 2016 Bourgogne). Armeau gehört zum Arrondissement Sens und zum Kanton Villeneuve-sur-Yonne. 

## Geographie
Armeau liegt etwa 20 Kilometer südsüdöstlich des Stadtzentrums von Sens an der Yonne. Umgeben wird Armeau von den Nachbargemeinden Villeneuve-sur-Yonne im Norden, Dixmont im Osten und Nordosten, Villevallier im Süden sowie Saint-Julien-du-Sault im Westen.

## Bevölkerungsentwicklung
| Jahr                       | 1962 | 1968 | 1975 | 1982 | 1990 | 1999 | 2008 | 2018 |
| Einwohner                  | 423  | 439  | 469  | 403  | 455  | 533  | 724  | 770  |
| Quellen: Cassini und INSEE |      |      |      |      |      |      |      |      |

## Sehenswürdigkeiten
- Kirche Saint-Sulpice, 1872 bis 1875 erbaut

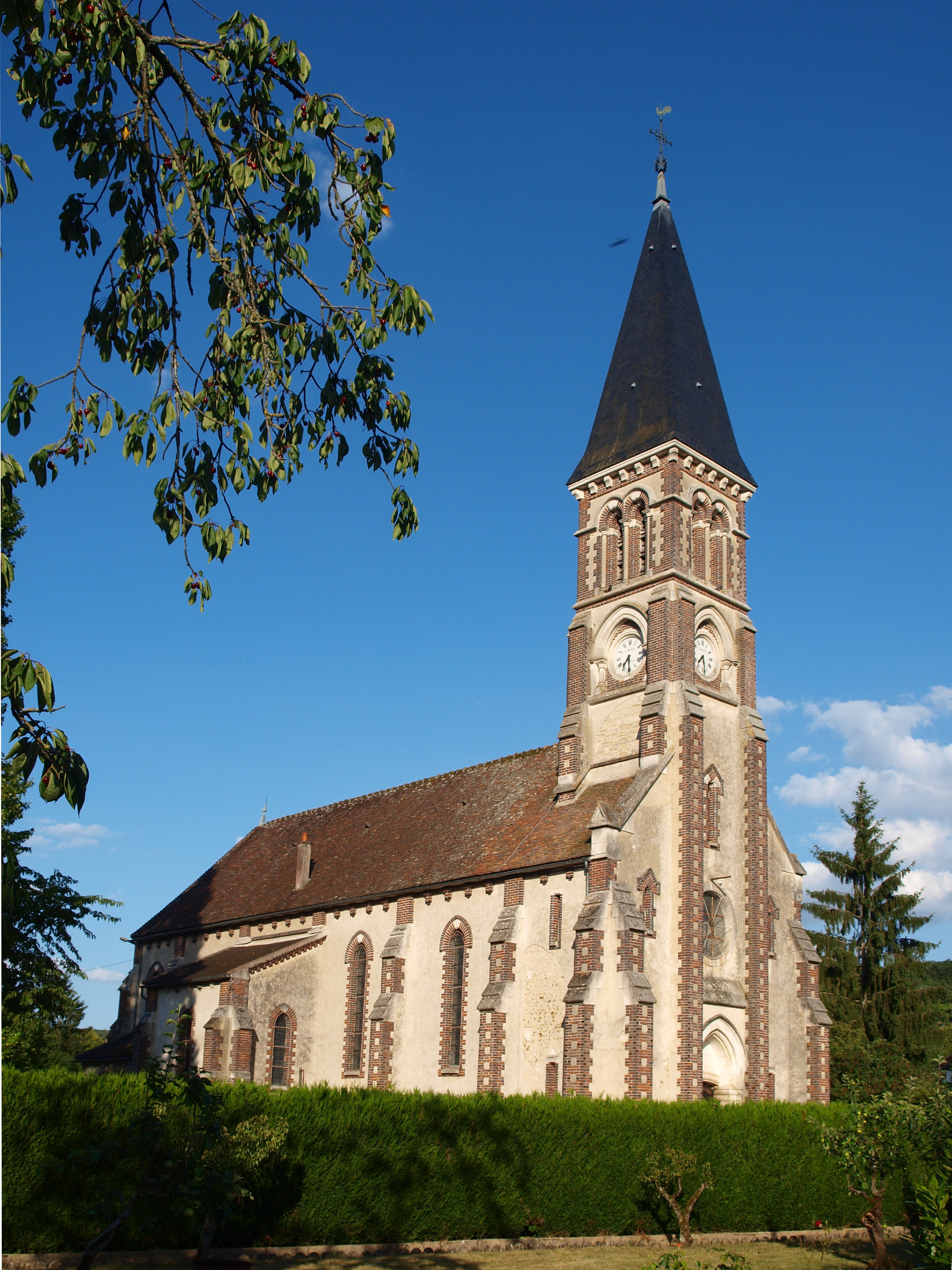
Kirche Saint-Sulpice

- Schloss Palteau[1]